# 미와정 (나라현)
미와정(三輪町)은 나라현의 중부 시키군에 속해있던 정이다. 현재 사쿠라이시 중심부에 북쪽으로 접한 지역에 해당한다.

## 역사
- 1889년 4월 1일 - 정촌제 시행에 의해 시키조군 미와촌이 성립하였다.
- 1891년 1월 1일 - 정으로 승격해 미와정이 되었다.
- 1897년 4월 1일 - 시키군으로 소속이 변경되었다.
- 1954년 7월 10일 - 오다촌, 마키무쿠촌과 합병해 오미와정이 성립하여, 동일 미와정은 폐지되었다.

## 교통

### 철도
- 일본국유철도
  - 사쿠라이선

### 도로
- 국도 제169호선

## 참고문헌
- 角川日本地名大辞典 29 奈良県